# Lauro Salas
Lauro Salas est un boxeur mexicain né le 28 août 1928 à Monterrey et mort le 18 janvier 1987.

## Carrière
Il devient champion du monde des poids légers le 1er avril 1952 après sa victoire aux points en 15 rounds face à Jimmy Carter mais perd son titre dès sa première défense lors du combat revanche organisé le 15 octobre 1952.
Salas met un terme à sa carrière en 1961 sur un bilan de 86 victoires, 54 défaites et 13 matchs nuls. Il compte également à son actif des succès contre Manuel Ortiz, Harold Dade, Cisco Andrade, Carlos Chavez, Davey Gallardo, Alfredo Escobar, Jackie Blair, Fabela Chavez, Armand Savoie, Tony Espinosa, Jock Leslie, Rudy Garcia, Buddy Jacklich et Manny Ortega.